# 浴火鸢尾属
浴火鸢尾属（学名：Pillansia）也叫火红鸢尾属，是鸢尾科的一个属，是种开花植物，于1914年首次被描述为一个属。它仅包含一个已知物种，即浴火鸢尾（Pillansia templemannii），为南非开普省特有。
属名是对南非植物学家内维尔·斯图尔特·皮兰斯的致敬，他将引起了路易莎·博卢斯对该物种的注意。